# Schloss Ayl

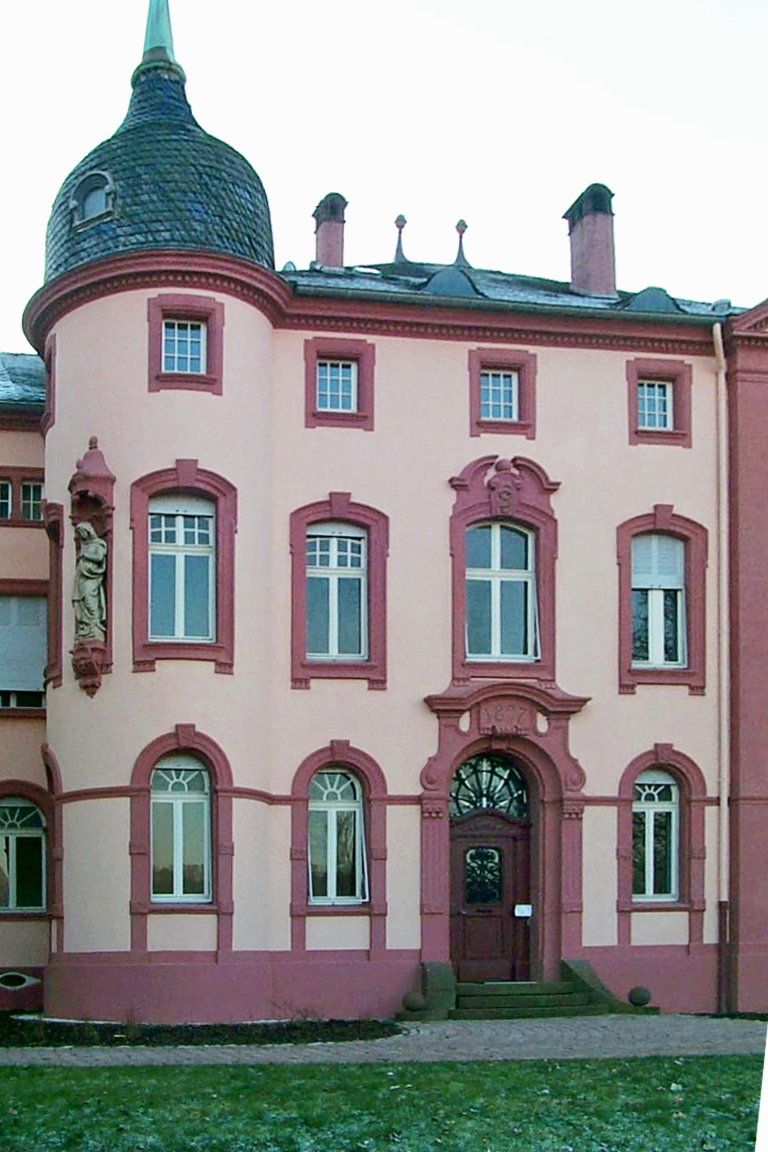
Schloss Ayl

Das Schloss Ayl ist ein ehemaliges Hofgut des Domkapitels Trier, das sich in der Trierer Straße in Ayl im rheinland-pfälzischen Landkreis Trier-Saarburg befindet.
Der Gebäudekomplex, bestehend aus einem Wohngebäude sowie einem daran anschließenden Kelterhaus, wurde Ende des 18. Jahrhunderts im klassizistischen Stil errichtet. Seine heutige Gestalt, die die Bezeichnung Schloss rechtfertigt, erhielt das Anwesen im Jahr 1897 durch seinen damaligen Besitzer, den Justizrat Goertz, der das Gebäude um einen Halbstock erhöhen und die Fassade neobarock überformen ließ. An das Gebäude schließt sich eine weiträumige Park- und Gartenanlage an.
1927 ging das damalige Weingut an das bischöfliche Konvikt über, in dessen Besitz es sich bis kurz vor der Jahrtausendwende befand.
Das zuletzt vernachlässigte und heruntergekommene Anwesen wurde 1995 vom bischöflichen Konvikt an Privat verkauft. Es wurde bis 1999 renoviert und sollte ursprünglich als Seniorenresidenz genutzt werden. Zwischenzeitlich bot Schloss Ayl die Räumlichkeiten für Veranstaltungen wie zum Beispiel Kunstausstellungen. Ein schmiedeeisernes Tor mit Sandsteinpfeilern vom Schlossgelände wurde vor das Gebäude des Priesterseminars in der Trierer Jesuitenstraße versetzt.
Anfang 2013 stand das Schloss für 865.000 EUR zum Verkauf. Das Schloss wurde 2016 noch einmal verkauft und sollte zu einer Seniorenresidenz umgebaut werden. Bis 2019 entstanden eine Wohnanlage im Hauptgebäude und ein Café/Bistro im Nebengebäude.